# Бадран, Аднан
Аднан Бадран (араб. عدنان بدران ‎; род. 15 декабря 1935, Джараш) — иорданский политик. С 7 апреля 2005 по 28 ноября 2005 года премьер-министр Иорданского Хашимитского Королевства.
Учился в США по специальности естественные науки. С 1976 по 1986 год работал профессором на иорданских университетах. В 1988 году стал сельскохозяйственным министром и в 1989 году — министром образования. С 1994 по 1998 год был заместителем генерального директора ЮНЕСКО.
Женат. Бадран владеет помимо арабским ещё английским и французским языком.
Его брат Мудар Бадран трижды был премьер-министром страны.